# فريدريك آلفين داوغرتي
فريدريك آلفين داوغرتي (بالإنجليزية: Frederick Alvin Daugherty)‏ هو قاضي ومحامي أمريكي، ولد في 18 أغسطس 1914 في أوكلاهوما سيتي في الولايات المتحدة، وتوفي في 7 أبريل 2006.